# Tournoi de Toulon 2015
 (avril 2025).
Navigation
Édition précédente Édition suivante
Le tournoi de Toulon 2015 est la quarante-troisième édition de la compétition. Il oppose dix équipes et se déroule du 27 mai 2015 au 7 juin 2015.

## Acteurs du tournoi
Les dix équipes qualifiées pour l'édition 2015 sont:
- Angleterre
- Chine
- Costa Rica
- Côte d'Ivoire
- États-Unis
- FranceH
- Maroc
- Mexique
- Pays-Bas
- Qatar

H:Hôte

## Stades
Au total, 6 stades sont sélectionnés.
| Stade                       | Ville             |
| --------------------------- | ----------------- |
| Stade de Lattre-de-Tassigny | Aubagne           |
| Stade Léo-Lagrange          | Toulon            |
| Stade Louis Hon             | Saint-Raphaël     |
| Stade Marcel-Roustan        | Salon de Provence |
| Stade Perruc                | Hyères            |
| Stade Mayol                 | Toulon            |

## Déroulement du tournoi

### Phase de poules

#### Groupe A
| Rang | Équipe     | Pts | J | G | N | P | Bp | Bc | Diff |
| ---- | ---------- | --- | - | - | - | - | -- | -- | ---- |
| 1    | France     | 12  | 4 | 4 | 0 | 0 | 11 | 2  | +9   |
| 2    | États-Unis | 6   | 4 | 2 | 0 | 2 | 5  | 4  | +1   |
| 3    | Pays-Bas   | 6   | 4 | 2 | 0 | 2 | 9  | 10 | -1   |
| 4    | Costa Rica | 4   | 4 | 1 | 1 | 2 | 6  | 7  | -1   |
| 5    | Qatar      | 1   | 4 | 0 | 1 | 3 | 2  | 9  | -7   |

##### Rencontres
| 27 mai 2015 | Pays-Bas                   | 3 - 2   | Costa Rica      | Stade Léo-Lagrange, Toulon |                            |
| 17h00 CET   | El-Ghazi 3e · Vloet 7e 33e | (3 - 1) | 40e 58e Ramirez | Arbitrage : Abou Coulibaly | Arbitrage : Abou Coulibaly |
| 17h00 CET   | Rapport                    |         |                 | Arbitrage : Abou Coulibaly | Arbitrage : Abou Coulibaly |

| 27 mai 2015 | États-Unis | 1 - 3   | France                                     | Stade Léo-Lagrange, Toulon |                         |
| 19h00 CET   | Morris 65e | (0 - 3) | 10e Bahlouli · 11e Crivelli · 21e Sparagna | Arbitrage : Adil Zourak    | Arbitrage : Adil Zourak |
| 19h00 CET   | Rapport    |         |                                            | Arbitrage : Adil Zourak    | Arbitrage : Adil Zourak |

| 29 mai 2015 | États-Unis                                     | 3 - 1   | Pays-Bas | Stade Perruc, Hyères       |                            |
| 17h00 CET   | Kiesewetter 19e · Hernández 24e · Packwood 43e | (2 - 1) | 9e Darri | Arbitrage : Abou Coulibaly | Arbitrage : Abou Coulibaly |
| 17h00 CET   | Rapport                                        |         |          | Arbitrage : Abou Coulibaly | Arbitrage : Abou Coulibaly |

| 29 mai 2015 | Qatar   | 0 - 2   | France                   | Stade Perruc, Hyères          |                               |
| 19h00 CET   |         | (0 - 1) | 11e Hunou · 65e Kaabouni | Arbitrage : Oscar Macias Romo | Arbitrage : Oscar Macias Romo |
| 19h00 CET   | Rapport |         |                          | Arbitrage : Oscar Macias Romo | Arbitrage : Oscar Macias Romo |

| 31 mai 2015 | Costa Rica                  | 2 - 1   | États-Unis | Stade Louis-Hon, Saint-Raphaël |                               |
| 17h00 CET   | Matarrita 24e · Ramirez 55e | (1 - 1) | 30e Alashe | Arbitrage : Oscar Macias Romo  | Arbitrage : Oscar Macias Romo |
| 17h00 CET   | Rapport                     |         |            | Arbitrage : Oscar Macias Romo  | Arbitrage : Oscar Macias Romo |

| 31 mai 2015 | Pays-Bas                                                     | 5 - 1   | Qatar        | Stade Louis-Hon, Saint-Raphaël |                         |
| 19h00 CET   | Hateboer 23e · van Overeem 49e · Rayhi 50e · Janssen 52e 74e | (1 - 0) | 78e Al Yahri | Arbitrage : Adil Zourak        | Arbitrage : Adil Zourak |
| 19h00 CET   | Rapport                                                      |         |              | Arbitrage : Adil Zourak        | Arbitrage : Adil Zourak |

| 2 juin 2015 | Qatar   | 0 - 1   | États-Unis | Stade de Lattre-de-Tassigny, Aubagne |                             |
| 17h00 CET   |         | (0 - 1) | 8e Green   | Arbitrage : Fabio Verissimo          | Arbitrage : Fabio Verissimo |
| 17h00 CET   | Rapport |         |            | Arbitrage : Fabio Verissimo          | Arbitrage : Fabio Verissimo |

| 2 juin 2015 | France           | 2 - 1   | Costa Rica | Stade de Lattre-de-Tassigny, Aubagne |                            |
| 19h00 CET   | Crivelli 40e 61e | (1 - 0) | 66e Flores | Arbitrage : Abou Coulibaly           | Arbitrage : Abou Coulibaly |
| 19h00 CET   | Rapport          |         |            | Arbitrage : Abou Coulibaly           | Arbitrage : Abou Coulibaly |

| 4 juin 2015 | Costa Rica   | 1 - 1   | Qatar         | Stade Léo-Lagrange, Toulon |                         |
| 17h00 CET   | Lassiter 67e | (0 - 0) | 45e Al-Salemi | Arbitrage : Adil Zourak    | Arbitrage : Adil Zourak |
| 17h00 CET   |              | Rapport | 73e Alob      | Arbitrage : Adil Zourak    | Arbitrage : Adil Zourak |

| 4 juin 2015 | France                                                       | 4 - 0   | Pays-Bas | Stade Léo-Lagrange, Toulon    |                               |
| 19h00 CET   | Habran 18e · Kaabouni 48e (pen.) · N'Nomo 53e · Crivelli 73e | (1 - 0) |          | Arbitrage : Oscar Macias Romo | Arbitrage : Oscar Macias Romo |
| 19h00 CET   | Rapport                                                      |         |          | Arbitrage : Oscar Macias Romo | Arbitrage : Oscar Macias Romo |

#### Groupe B
| Rang | Équipe        | Pts | J | G | N | P | Bp | Bc | Diff |
| ---- | ------------- | --- | - | - | - | - | -- | -- | ---- |
| 1    | Maroc         | 8   | 4 | 2 | 2 | 0 | 8  | 4  | +4   |
| 2    | Angleterre    | 7   | 4 | 2 | 1 | 1 | 9  | 7  | +2   |
| 3    | Mexique       | 7   | 4 | 2 | 1 | 1 | 6  | 4  | +2   |
| 4    | Côte d'Ivoire | 5   | 4 | 1 | 2 | 1 | 5  | 3  | +2   |
| 5    | Chine         | 0   | 4 | 0 | 0 | 4 | 1  | 11 | -10  |

##### Rencontres
| 28 mai 2015 | Côte d'Ivoire | 1 - 1   | Mexique    | Stade Léo-Lagrange, Toulon |                          |
| 17h00 CET   | Bayo 65e      | (0 - 0) | 46e Guzmán | Arbitrage : Denis Higler   | Arbitrage : Denis Higler |
| 17h00 CET   | Rapport       |         |            | Arbitrage : Denis Higler   | Arbitrage : Denis Higler |

| 28 mai 2015 | Angleterre                        | 3 - 3   | Maroc                              | Stade Léo-Lagrange, Toulon       |                                  |
| 19h00 CET   | Gray 8e · Watmore 25e · Akpom 77e | (2 - 3) | 13e El Hajhouj · 14e 39e Bencharki | Arbitrage : Fahad Jaber Al-Marri | Arbitrage : Fahad Jaber Al-Marri |
| 19h00 CET   | Iorfa 33e, 57e                    | Rapport |                                    | Arbitrage : Fahad Jaber Al-Marri | Arbitrage : Fahad Jaber Al-Marri |

| 30 mai 2015 | Angleterre               | 2 - 1   | Côte d'Ivoire | Stade Léo-Lagrange, Toulon |                           |
| 15h00 CET   | Akpom 10e · Robinson 43e | (1 - 0) | 77e Koné      | Arbitrage : Robert Sibiga  | Arbitrage : Robert Sibiga |
| 15h00 CET   | Rapport                  |         |               | Arbitrage : Robert Sibiga  | Arbitrage : Robert Sibiga |

| 30 mai 2015 | Chine   | 0 - 3   | Maroc                                               | Stade Léo-Lagrange, Toulon  |                             |
| 17h00 CET   |         | (0 - 1) | 21e Bencharki · 69e (csc) Cao Haiqing · 80+1e Bahja | Arbitrage : Fabio Verissimo | Arbitrage : Fabio Verissimo |
| 17h00 CET   | Rapport |         |                                                     | Arbitrage : Fabio Verissimo | Arbitrage : Fabio Verissimo |

| 1er juin 2015 | Côte d'Ivoire | 0 - 0   | Maroc | Stade Marcel-Roustan, Salon de Provence |                            |
| 17h00 CET     |               | (0 - 0) |       | Arbitrage : Amaury Delerue              | Arbitrage : Amaury Delerue |
| 17h00 CET     | Rapport       |         |       | Arbitrage : Amaury Delerue              | Arbitrage : Amaury Delerue |

| 1er juin 2015 | Chine        | 0 - 2   | Mexique          | Stade Marcel-Roustan, Salon de Provence |                                  |
| 19h00 CET     |              | (0 - 0) | 41e 59e Cisneros | Arbitrage : Fahad Jaber Al-Marri        | Arbitrage : Fahad Jaber Al-Marri |
| 19h00 CET     | Wei 72e, 78e | Rapport |                  | Arbitrage : Fahad Jaber Al-Marri        | Arbitrage : Fahad Jaber Al-Marri |

| 3 juin 2015 | Côte d'Ivoire                               | 3 - 0   | Chine | Stade de Lattre-de-Tassigny, Aubagne |                           |
| 17h00 CET   | Bédia 6e · Xiaobin 28e (csc) · Ouattara 32e | (3 - 0) |       | Arbitrage : Robert Sibiga            | Arbitrage : Robert Sibiga |
| 17h00 CET   | Rapport                                     |         |       | Arbitrage : Robert Sibiga            | Arbitrage : Robert Sibiga |

| 3 juin 2015 | Mexique                | 2 - 1   | Angleterre  | Stade de Lattre-de-Tassigny, Aubagne |                          |
| 19h00 CET   | Bueno 44e · Zúñiga 70e | (0 - 1) | 15e Watmore | Arbitrage : Denis Higler             | Arbitrage : Denis Higler |
| 19h00 CET   | Rapport                |         |             | Arbitrage : Denis Higler             | Arbitrage : Denis Higler |

| 5 juin 2015 | Maroc                               | 2 - 1   | Mexique   | Stade Léo-Lagrange, Toulon |                          |
| 17h00 CET   | El Karti 41e · Bencharki 61e (pen.) | (0 - 1) | 27e Pérez | Arbitrage : Denis Higler   | Arbitrage : Denis Higler |
| 17h00 CET   | Banoune 30e, 51e                    | Rapport |           | Arbitrage : Denis Higler   | Arbitrage : Denis Higler |

| 5 juin 2015 | Chine      | 1 - 3   | Angleterre                                 | Stade Léo-Lagrange, Toulon |                           |
| 19h00 CET   | Guo Yi 55e | (0 - 1) | 39e Aarons · 52e Baker · 59e (csc) Xiaobin | Arbitrage : Robert Sibiga  | Arbitrage : Robert Sibiga |
| 19h00 CET   | Rapport    |         |                                            | Arbitrage : Robert Sibiga  | Arbitrage : Robert Sibiga |

### Tableau final

#### Match pour la troisième place
| 7 juin 2015 | États-Unis                            | 2 - 1   | Angleterre | Stade Mayol, Toulon         |                             |
| 17h00 CET   | Hernández 7e (pen.) · Joya 62e (pen.) | (1 - 1) | 10e Hause  | Arbitrage : Fabio Verissimo | Arbitrage : Fabio Verissimo |
| 17h00 CET   | Rapport                               |         |            | Arbitrage : Fabio Verissimo | Arbitrage : Fabio Verissimo |

#### Finale
| 7 juin 2015 | France                                  | 3 - 1   | Maroc       | Stade Mayol, Toulon              |                                  |
| 19h30 CET   | Habran 56e · Sparagna 64e · Dompé 80+1e | (0 - 1) | 3e Ennafati | Arbitrage : Fahad Jaber Al-Marri | Arbitrage : Fahad Jaber Al-Marri |
| 19h30 CET   | Habran 66e                              | Rapport |             | Arbitrage : Fahad Jaber Al-Marri | Arbitrage : Fahad Jaber Al-Marri |

## Buteurs
4 buts 
- Achraf Bencharki
- Enzo Crivelli

 3 buts 
- David Ramirez

 2 buts 
- Zhang Xiaobin (2 CSC)
- Rai Vloet
- Vincent Janssen
- Younès Kaabouni
- Romain Habran
- Stéphane Sparagna
- Alonso Hernández
- Chuba Akpom
- Duncan Watmore
- Carlos Cisneros

 1 But 
- Guo Yi
- Cao Haiqing (1 CSC)
- Ronald Matarrita
- Dylan Flores
- Ariel Lassiter
- Anwar El-Ghazi
- Brahim Darri
- Joris van Overeem
- Hans Hateboer
- Mohamed Rayhi
- Jordan Morris
- Benji Joya
- Jerome Kiesewetter
- Will Packwood
- Julian Green
- Fatai Alashe
- Farès Bahlouli
- Jean-Luc Dompé
- Adrien Hunou
- Jean-Marie N'Nomo
- Vakoun Bayo
- Abdul Koné
- Chris Bédia
- Ousmane Ouattara
- Carlos Guzmán
- Marco Bueno
- Martín Zúñiga
- Michael Perez
- Adam Ennafati
- Reda El Hajhouj
- Walid El Karti
- Soufiane Bahja
- Demarai Gray
- Callum Robinson
- Rolando Aarons
- Kortney Hause
- Lewis Baker
- Othman Al Yahri
- Hodayfa Al-Salemi